# Entente sportive Port-la-Nouvelle 11
Maillots
L'Entente sportive Port-la-Nouvelle 11 est un ancien club de football féminin français basé à Port-la-Nouvelle et aujourd'hui disparu. 
Les Nouvelloises ont évolué une saison en première division lors de la saison 1986-1987, et ont remporté à quatre reprises le titre de championnes du Languedoc.
Le club comprenait également une section masculine qui n'a jamais joué au niveau national et qui est toujours en activité.

## Palmarès
Le tableau suivant liste le palmarès du club dans les différentes compétitions officielles au niveau national et régional.
| Compétitions régionales                                                        | Équipes de jeunes           |
| - Division d'Honneur/Élite régionale (4) - Vainqueur : 1982, 1986, 1990, 1996. | Votre aide est la bienvenue |

## Bilan saison par saison
Le tableau suivant retrace le parcours du club depuis la création de la première division en 1974, jusqu'à sa disparition.
| Édition   | Division 1 | Division d'Honneur |
| 1974-1981 | -          | …                  |
| 1981-1982 | -          | Champion           |
| 1982-1985 | -          | …                  |
| 1985-1986 | -          | Champion           |
| 1986-1987 | 7e (Gr. C) | -                  |
| 1987-1989 | -          | …                  |
| 1989-1990 | -          | Champion           |
| 1990-1995 | -          | …                  |
| 1995-1996 | -          | Champion           |
| 1996-.... | -          | …                  |